# پریتو دیاز، سورسوگون
پریتو دیاز، سورسوگون (به لاتین: Prieto Diaz, Sorsogon) یک منطقهٔ مسکونی در فیلیپین است که در سوروسوگون واقع شده‌است.

## خصوصیات
پریتو دیاز ۴۹٫۰۷ کیلومترمربع مساحت و ۲۰٬۴۷۸ نفر جمعیت دارد.